# جون إيه. ألونزو
جون إيه. ألونزو (بالإنجليزية: John A. Alonzo)‏ هو مصور سينمائي وممثل أمريكي، ولد في 12 يونيو 1934 بدالاس في الولايات المتحدة، وتوفي في 13 مارس 2001 ببيفرلي هيلز في الولايات المتحدة.

## أعمال

### أفلام
- (1960) السبعة الرائعون
- (1974) الحي الصيني
- (1977) الأحد الأسود
- (1979) نورما راي
- (1983) الوجه ذو الندبة[5]
- (1984) الضربة
- (1990) شؤون داخلية[6]
- (1990) نيفي سيلز
- (1999) لانسكاي

## ترشيحات
- جائزة الأوسكار لأفضل تصوير سينمائي، عن عمل: الحي الصيني

## وصلات خارجية
- جون إيه. ألونزو على موقع IMDb (الإنجليزية)
- جون إيه. ألونزو على موقع ألو سيني (الفرنسية)
- جون إيه. ألونزو على موقع أول موفي (الإنجليزية)
- جون إيه. ألونزو على موقع قاعدة بيانات الأفلام السويدية (السويدية)
- جون إيه. ألونزو على موقع قاعدة بيانات الفيلم (الإنجليزية)
- جون إيه. ألونزو على موقع كينوبويسك (الروسية)